# Rudina (okręg Mehedinți)
Rudina – wieś w Rumunii, w okręgu Mehedinți, w gminie Bala. W 2011 roku liczyła 526 mieszkańców.